# Wakonda
Wakonda – miasto w Stanach Zjednoczonych, w stanie Dakota Południowa, w hrabstwie Clay.